# A Voz da Profecia

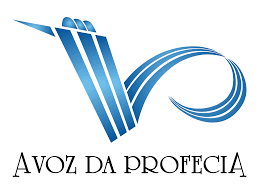
A Voz da Profecia (Selo Musical)

A Voz da Profecia (em inglês:  The Voice of Prophecy) é um programa radiofônico produzido pela Igreja Adventista do Sétimo Dia em mais de 36 países, sendo considerado um dos mais antigos programas evangélicos de rádio do mundo. No Brasil, mais de 1000 emissoras de rádio retransmitem o programa Está Escrito, que também oferece cursos bíblicos por correspondência para os ouvintes.

## Início
A ideia de se produzir um programa de rádio com conteúdo evangelístico começou nos Estados Unidos, em 1929, com o pastor H.M.S. Richards. Ele começou a transmitir uma série de temas bíblicos na rádio KNX, em Los Angeles, Califórnia. Na ocasião, ele foi criticado por muitos amigos, que o repreenderam considerando que usar o rádio para a pregação era um engano de satanás. Apesar das críticas ele conseguiu prosseguir seu trabalho com grandes resultados.
Em 1937, a série bíblica passou a ser apresentada em uma rede de rádio e transmitida em vários estados americanos. Foi aí que o programa passou a chamar-se A Voz da Profecia.
Hoje o programa está presente em mais de 36 países, oferecendo cursos bíblicos em 80 línguas e dialetos através de 144 escolas bíblicas por correspondência.

## No Brasil
Em 1943, houve a ideia de se expandir o programa para outras línguas e países fora dos Estados Unidos. Foi aí que o pastor Roberto Rabello foi escolhido para ser o orador oficial da Voz da Profecia para a língua portuguesa. A princípio, foram gravados 52 programas, em Glendale, Califórnia e coleções de discos foram prensadas e enviadas para o Brasil. No dia 23 de setembro daquele mesmo ano 17 emissoras de rádio das principais cidades brasileiras transmitiram o programa A Voz da Profecia. Ia ao ar, naquele dia, o primeiro programa religioso de âmbito nacional apresentado no país pelo rádio.
Além da função de locutor principal do programa, Roberto Rabello ainda tinha que orientar os cantores do programa (que eram todos americanos); isso requeria horas de treino de pronúncia em português.
Em 1962 foi inaugurada a nova sede da Voz da Profecia no bairro de Botafogo, cidade do Rio de Janeiro com estúdio próprio e transmissão para várias rádios do país, entre elas, a Rádio Nacional. Na mesma ocasião foi formado o quarteto Arautos do Rei, que até hoje complementam as mensagens bíblicas do programa com suas músicas.
Em novembro de 1984, a revista VEJA publicou um artigo, por ocasião da comemoração dos 40 anos da Voz da Profecia, confirmando que, sem sombras de dúvidas, era o programa religioso mais antigo do Brasil. O Pr. Rabello aposentou-se em 1976, depois de 46 anos de trabalho e continuou na ativa, por tempo integral, como Orador Emérito do programa, até que faleceu em 16 de agosto de 1996, aos 86 anos.

## Outros oradores
- Pr. Roberto Conrad Filho - 1976 - 1990
- Pr Hélio Carnassale - 1990 - 1992
- Pr. Ronaldo de Oliveira - 1993 - 1995
- Pr  Assad Bechara - 1996
- Pr. Neumoel Stina - 1997 - 2002
- Pr. Montano de Barros - 2003 - 2006
- Pr. Fernando Iglesias - 2007 - 2011
- Pr. Ivan Saraiva - 2011 - 2018
- Pr. Gilson Brito - 2019 - Presente

Em junho de 2005, a Voz da Profecia mudou as suas instalações para a cidade de Jacareí-SP, em virtude da transferência da Rede Novo Tempo de Comunicação (antigo Sistema Adventista de Comunicação) para esta cidade.

## Acervo
Os áudios do programa "A Voz da Profecia" estão publicamente disponíveis para download a partir do site do Centro Nacional da Memória Adventista.
Também está disponível uma estação de rádio na internet (não oficial) que reproduz as pregações aleatoriamente, 24h por dia, para computadores, tablets, celulares e outros dispositivos compatíveis "ao vivo", sem necessidade de download, via a conhecida plataforma Shoutcast.